# Trachysphaera rotundata
Trachysphaera rotundata är en mångfotingart som först beskrevs av Lignau 1911.  Trachysphaera rotundata ingår i släktet Trachysphaera och familjen Doderiidae. Inga underarter finns listade i Catalogue of Life.